# 豊原留多加線
豊原留多加線（とよはらるうたかせん）は、かつて樺太に存在した樺太庁道であり、豊原市から留多加郡留多加町を結んでいた。

## 概要
- 総延長 36.6km
- 幅員　全線7.3m
- 南樺鉄道のバス路線は同線を走っていた。

## 経由地
- 豊原市 - 留多加郡留多加町

## 接続道路
- 豊原市
  - 大泊国境線

- 留多加郡留多加町
  - 小里小原線
  - 留多加蘭泊線
  - 新場西能登呂岬線